# Copa de Alemania 2011-12
La final de la DFB-Pokal 2011-12 se disputó en el Estadio Olímpico de Berlín, el 12 de mayo ante 75.708 espectadores, entre Borussia Dortmund campeón de la Bundesliga 11-12 contra Bayern Múnich.
Shinji Kagawa adelantó al Dortmund al minuto, pero en el minuto 25 Arjen Robben puso el resultado igualado, 15 minutos más tarde Mats Hummels colocaba el 2-1 antes del descanso. En la segunda mitad Robert Lewandowski sorprendió convirtiendo 2 goles y a los 75 minutos, Franck Ribery marcó el segundo gol del Bayern Múnich, un gol que despertó las esperanzas del Bayern, pero duraron poco ya que a los 81 minutos Lewandowski hizo el quinto coronando al Dortmund campeón y culminando una majestuosa temporada con el primer doblete del club en las ligas domésticas.

## Resultados

### Primera Ronda
| 29-7-2011              |      |                          |                |
| Rot-Weiss Essen        | 2–2  | 1. FC Union Berlin       | (t.e.) (4–3 p) |
| RB Leipzig             | 3–2  | VfL Wolfsburg            |                |
| 1. FC Saarbrücken      | 1–3  | FC Erzgebirge Aue        | (t.e.)         |
| SSV Jahn Regensburg    | 1–3  | Borussia Mönchengladbach |                |
| SV Wehen Wiesbaden     | 1–2  | VfB Stuttgart            |                |
| VfL Osnabrück          | 2–3  | TSV 1860 München         | (t.e.)         |
| 30-7-2011              |      |                          |                |
| BFC Dynamo             | 0–3  | 1. FC Kaiserslautern     |                |
| Hallescher FC          | 0–2  | Eintracht Frankfurt      |                |
| 1. FC Heidenheim       | 2–1  | SV Werder Bremen         |                |
| Dynamo Dresden         | 4–3  | Bayer 04 Leverkusen      | (t.e.)         |
| Eintracht Trier        | 2–1  | FC St. Pauli             |                |
| Arminia Bielefeld      | 1–5  | 1. FC Nürnberg           |                |
| Rot Weiss Ahlen        | 0–10 | SC Paderborn 07          |                |
| SV Babelsberg 03       | 0–2  | MSV Duisburg             |                |
| VfB Oldenburg          | 1–2  | Hamburger SV             |                |
| Holstein Kiel          | 3–0  | FC Energie Cottbus       |                |
| SV Sandhausen          | 0–3  | Borussia Dortmund        |                |
| Kickers Emden          | 1–5  | FSV Frankfurt            | (t.e.)         |
| FC Hansa Rostock       | 2–2  | VfL Bochum               | (t.e.) (3-5 p) |
| Rot-Weiß Oberhausen    | 1–2  | FC Augsburg              | (t.e.)         |
| 31-7-2011              |      |                          |                |
| FC Oberneuland         | 1–4  | FC Ingolstadt 04         |                |
| SpVgg Unterhaching     | 3–2  | SC Freiburg              |                |
| Karlsruher SC          | 3–1  | Alemannia Aachen         |                |
| Eimsbütteler TV        | 0–10 | SpVgg Greuther Fürth     |                |
| FC Anker Wismar        | 0–6  | Hannover 96              |                |
| ZFC Meuselwitz         | 0–4  | Hertha BSC               |                |
| TSV Germania Windeck   | 1–3  | TSG 1899 Hoffenheim      | (t.e.)         |
| FC Teningen            | 1–11 | FC Schalke 04            |                |
| KSV Hessen Kassel      | 0–3  | Fortuna Düsseldorf       |                |
| SVN Zweibrücken        | 1–2  | 1. FSV Mainz 05          | (t.e.)         |
| SC Wiedenbrück 2000    | 0–3  | 1. FC Köln               |                |
| 1-8-2011               |      |                          |                |
| Eintracht Braunschweig | 0–3  | FC Bayern München        |                |

### Segunda Ronda
| 25-10-2011           |     |                          |                |
| RB Leipzig           | 0–1 | FC Augsburg              |                |
| SpVgg Unterhaching   | 1–4 | VfL Bochum               |                |
| 1. FC Heidenheim     | 0–0 | Borussia Mönchengladbach | (t.e.) (3-4 p) |
| Fortuna Düsseldorf   | 3–0 | TSV 1860 München         |                |
| Eintracht Trier      | 1–2 | Hamburger SV             | (t.e.)         |
| Borussia Dortmund    | 2–0 | Dynamo Dresden           |                |
| SpVgg Greuther Fürth | 4–0 | SC Paderborn             |                |
| TSG 1899 Hoffenheim  | 2–1 | 1. FC Köln               |                |
| 26-10-2011           |     |                          |                |
| Holstein Kiel        | 2–0 | MSV Duisburg             |                |
| Rot-Weiss Essen      | 0–3 | Hertha BSC               |                |
| Hannover 96          | 0–1 | 1. FSV Mainz 05          | (t.e.)         |
| Karlsruher SC        | 0–2 | FC Schalke 04            |                |
| FC Erzgebirge Aue    | 1–2 | 1. FC Nürnberg           |                |
| FC Bayern München    | 6–0 | FC Ingolstadt            |                |
| VfB Stuttgart        | 3–0 | FSV Frankfurt            |                |
| Eintracht Frankfurt  | 0–1 | 1. FC Kaiserslautern     | (t.e.)         |

### Tercera Ronda
| 20 de diciembre de 2011 | VfL Bochum   | 1–2     | Bayern Munich            | Rewirpower-Stadion, Bochum                                 |                                                            |
|                         | Federico 26' | Reporte | 52' Kroos · 90+1' Robben | Asistencia: 29,299 espectadores Árbitro(s): Michael Weiner | Asistencia: 29,299 espectadores Árbitro(s): Michael Weiner |

| 20 de diciembre de 2011 | 1. FC Nürnberg | 0–1     | Greuther Fürth | Easycredit-Stadion, Nuremberg                            |                                                          |
|                         |                | Reporte | 15' Prib       | Asistencia: 48,548 espectadores Árbitro(s): Knut Kircher | Asistencia: 48,548 espectadores Árbitro(s): Knut Kircher |

| 20 de diciembre de 2011 | 1899 Hoffenheim              | 2–1     | FC Augsburg | Rhein-Neckar-Arena, Sinsheim                                  |                                                               |
|                         | Salihović 23' · Ibišević 49' | Reporte | 36' Oehrl   | Asistencia: 10,000 espectadores Árbitro(s): Thorsten Kinhöfer | Asistencia: 10,000 espectadores Árbitro(s): Thorsten Kinhöfer |

| 20 de diciembre de 2011 | Fortuna Düsseldorf                                 | 0–0 (t. s.)(4–5 p.)        | Borussia Dortmund                                    | Esprit Arena, Düsseldorf                                 |                                                          |
|                         |                                                    | Reporte                    |                                                      | Asistencia: 54,000 espectadores Árbitro(s): Manuel Gräfe | Asistencia: 54,000 espectadores Árbitro(s): Manuel Gräfe |
|                         |                                                    | Tiros desde el punto penal |                                                      |                                                          |                                                          |
|                         | Jovanović · Langeneke · Lambertz · Bröker · Rösler |                            | Hummels · Błaszczykowski · Kehl · Gündoğan · Perišić |                                                          |                                                          |

| 21 de diciembre de 2011 | Hertha BSC                            | 3–1     | 1. FC Kaiserslautern | Olympiastadion, Berlin                                    |                                                           |
|                         | Ramos 43' · Lasogga 59' · Ebert 90+1' | Reporte | 51' Shechter         | Asistencia: 40,944 espectadores Árbitro(s): Florian Meyer | Asistencia: 40,944 espectadores Árbitro(s): Florian Meyer |

| 21 de diciembre de 2011 | Holstein Kiel               | 2–0     | Mainz 05 | Holstein-Stadion, Kiel                                  |                                                         |
|                         | Ujah 6' (a.g.) · Müller 64' | Reporte |          | Asistencia: 10,649 espectadores Árbitro(s): Günter Perl | Asistencia: 10,649 espectadores Árbitro(s): Günter Perl |

| 21 de diciembre de 2011 | VfB Stuttgart | 2–1     | Hamburger SV     | Mercedes-Benz Arena, Stuttgart                              |                                                             |
|                         | Cacau 23' 62' | Reporte | 54' (a.g.) Kvist | Asistencia: 38,600 espectadores Árbitro(s): Peter Gagelmann | Asistencia: 38,600 espectadores Árbitro(s): Peter Gagelmann |

| 21 de diciembre de 2011 | Borussia Mönchengladbach  | 3–1     | Schalke 04  | Borussia-Park, Mönchengladbach                             |                                                            |
|                         | Arango 18' · Reus 56' 88' | Reporte | 70' Draxler | Asistencia: 54,057 espectadores Árbitro(s): Wolfgang Stark | Asistencia: 54,057 espectadores Árbitro(s): Wolfgang Stark |

### Cuartos de final
| 7 de febrero de 2012 | Holstein Kiel | 0–4     | Borussia Dortmund                                        | Holstein-Stadion, Kiel                                   |                                                          |
|                      |               | Reporte | 11' Lewandowski · 18' Kagawa · 80' Barrios · 87' Perišić | Asistencia: 11,386 espectadores Árbitro(s): Felix Zwayer | Asistencia: 11,386 espectadores Árbitro(s): Felix Zwayer |

| 8 de febrero de 2012 | 1899 Hoffenheim | 0–1     | Greuther Fürth | Rhein-Neckar-Arena, Sinsheim                            |                                                         |
|                      |                 | Reporte | 44' Occéan     | Asistencia: 14,000 espectadores Árbitro(s): Marco Fritz | Asistencia: 14,000 espectadores Árbitro(s): Marco Fritz |

| 8 de febrero de 2012 | Hertha BSC | 0–2 (t. s.) | Borussia Mönchengladbach       | Olympiastadion, Berlin                                           |                                                                  |
|                      |            | Reporte     | 101' (pen.) Daems · 120' Wendt | Asistencia: 47,465 espectadores Árbitro(s): Felix Brych (Munich) | Asistencia: 47,465 espectadores Árbitro(s): Felix Brych (Munich) |

| 8 de febrero de 2012 | VfB Stuttgart | 0–2     | Bayern Munich          | Mercedes-Benz Arena, Stuttgart                            |                                                           |
|                      |               | Reporte | 30' Ribéry · 46' Gómez | Asistencia: 57,500 espectadores Árbitro(s): Florian Meyer | Asistencia: 57,500 espectadores Árbitro(s): Florian Meyer |

### Semifinales
| 20 de marzo de 2012 | Greuther Fürth | 0–1 (t. s.) | Borussia Dortmund | Trolli Arena, Fürth                                       |                                                           |
|                     |                | Reporte     | 120' Gündoğan     | Asistencia: 15,500 espectadores Árbitro(s): Florian Meyer | Asistencia: 15,500 espectadores Árbitro(s): Florian Meyer |

| 21 de marzo de 2012 | Borussia Mönchengladbach             | 0–0 (t. s.)(2 – 4 p.)      | Bayern Munich                 | Borussia-Park, Mönchengladbach                                |                                                               |
|                     |                                      | Reporte                    |                               | Asistencia: 54,049 espectadores Árbitro(s): Thorsten Kinhöfer | Asistencia: 54,049 espectadores Árbitro(s): Thorsten Kinhöfer |
|                     |                                      | Tiros desde el punto penal |                               |                                                               |                                                               |
|                     | Daems · Herrmann · Dante · Nordtveit |                            | Alaba · Ribéry · Lahm · Kroos |                                                               |                                                               |

### Final
| 1          | POR        | Roman Weidenfeller   | 34' |
| 26         | DEF        | Łukasz Piszczek      |     |
| 4          | DEF        | Neven Subotić        |     |
| 15         | DEF        | Mats Hummels         |     |
| 29         | DEF        | Marcel Schmelzer     |     |
| 21         | MED        | İlkay Gündoğan       |     |
| 5          | MED        | Sebastian Kehl       |     |
| 16         | MED        | Jakub Błaszczykowski | 84' |
| 23         | MED        | Shinji Kagawa        | 81' |
| 19         | MED        | Kevin Großkreutz     |     |
| 9          | DEL        | Robert Lewandowski   |     |
| Entrenador | Entrenador | Jürgen Klopp         |     |

| 1          | POR        | Manuel Neuer           |     |
| 21         | DEF        | Philipp Lahm           |     |
| 17         | DEF        | Jérôme Boateng         |     |
| 28         | DEF        | Holger Badstuber       |     |
| 27         | DEF        | David Alaba            | 69' |
| 31         | MED        | Bastian Schweinsteiger |     |
| 30         | MED        | Luiz Gustavo           | 46' |
| 10         | MED        | Arjen Robben           |     |
| 10         | MED        | Toni Kroos             |     |
| 7          | MED        | Franck Ribéry          |     |
| 33         | DEL        | Mario Gómez            |     |
| Entrenador | Entrenador | Jupp Heynckes          |     |

| 20 | POR | Mitchell Langerak | 34' |
| 22 | MED | Sven Bender       | 81' |
| 14 | MED | Ivan Perišić      | 84' |

| 25 | MED | Thomas Müller  | 46' |
| 26 | DEF | Diego Contento | 69' |

| Anotado         | 3'  | Shinji Kagawa      | 1-0 |
| Anotado · Penal | 41' | Mats Hummels       | 2-1 |
| Anotado         | 46' | Robert Lewandowski | 3-1 |
| Anotado         | 58' | Robert Lewandowski | 4-1 |
| Anotado         | 81' | Robert Lewandowski | 5-2 |

| Anotado · Penal | 25' | Arjen Robben  | 1-1 |
| Anotado         | 75' | Franck Ribéry | 4-2 |

| Amonestado | 23' | Roman Weindefeller |
| Amonestado | 83' | Mats Hummels       |

| Amonestado | 51' | Holger Badstuber       |
| Amonestado | 70' | Bastian Schweinsteiger |

| Árbitro             | Peter Gagelmann |
| Árbitros asistentes | Matthias Anklam |
| Árbitros asistentes | Sascha Thielert |
| Cuarto árbitro      | Marco Fritz     |

| 1          | POR        | Roman Weidenfeller   | 34' |
| 26         | DEF        | Łukasz Piszczek      |     |
| 4          | DEF        | Neven Subotić        |     |
| 15         | DEF        | Mats Hummels         |     |
| 29         | DEF        | Marcel Schmelzer     |     |
| 21         | MED        | İlkay Gündoğan       |     |
| 5          | MED        | Sebastian Kehl       |     |
| 16         | MED        | Jakub Błaszczykowski | 84' |
| 23         | MED        | Shinji Kagawa        | 81' |
| 19         | MED        | Kevin Großkreutz     |     |
| 9          | DEL        | Robert Lewandowski   |     |
| Entrenador | Entrenador | Jürgen Klopp         |     |

| 1          | POR        | Manuel Neuer           |     |
| 21         | DEF        | Philipp Lahm           |     |
| 17         | DEF        | Jérôme Boateng         |     |
| 28         | DEF        | Holger Badstuber       |     |
| 27         | DEF        | David Alaba            | 69' |
| 31         | MED        | Bastian Schweinsteiger |     |
| 30         | MED        | Luiz Gustavo           | 46' |
| 10         | MED        | Arjen Robben           |     |
| 10         | MED        | Toni Kroos             |     |
| 7          | MED        | Franck Ribéry          |     |
| 33         | DEL        | Mario Gómez            |     |
| Entrenador | Entrenador | Jupp Heynckes          |     |

| 20 | POR | Mitchell Langerak | 34' |
| 22 | MED | Sven Bender       | 81' |
| 14 | MED | Ivan Perišić      | 84' |

| 25 | MED | Thomas Müller  | 46' |
| 26 | DEF | Diego Contento | 69' |

| Anotado         | 3'  | Shinji Kagawa      | 1-0 |
| Anotado · Penal | 41' | Mats Hummels       | 2-1 |
| Anotado         | 46' | Robert Lewandowski | 3-1 |
| Anotado         | 58' | Robert Lewandowski | 4-1 |
| Anotado         | 81' | Robert Lewandowski | 5-2 |

| Anotado · Penal | 25' | Arjen Robben  | 1-1 |
| Anotado         | 75' | Franck Ribéry | 4-2 |

| Amonestado | 23' | Roman Weindefeller |
| Amonestado | 83' | Mats Hummels       |

| Amonestado | 51' | Holger Badstuber       |
| Amonestado | 70' | Bastian Schweinsteiger |

| Árbitro             | Peter Gagelmann |
| Árbitros asistentes | Matthias Anklam |
| Árbitros asistentes | Sascha Thielert |
| Cuarto árbitro      | Marco Fritz     |

## Campeón
| DFB Pokal Trophy                      |
|                                       |
| Borussia Dortmund Campeón 3.er título |